# Triamcinolona
La triamcinolona és un glucocorticoide utilitzat per tractar certes malalties de la pell, al·lèrgies i trastorns reumàtics, entre d'altres. També s'utilitza per prevenir l'empitjorament de l'asma i la MPOC. Es pot prendre de diverses maneres, com ara per via oral, injecció en un múscul i inhalació.
Els efectes secundaris comuns amb l'ús a llarg termini inclouen l'osteoporosi, les cataractes, la candidiasis i la debilitat muscular. Els efectes secundaris greus poden incloure psicosi, augment del risc d'infeccions, supressió suprarenal i broncoespasme. L'ús durant l'embaràs és generalment segur. Funciona disminuint la inflamació i l'activitat del sistema immunitari.
La triamcinolona es va patentar el 1956 i va entrar en ús mèdic el 1958. Està disponible com a medicament genèric. El 2019, va ser el 107è medicament més prescrit als Estats Units, amb més de 6 milions de receptes.

## Usos mèdics
La triamcinolona s'utilitza per tractar una sèrie de condicions mèdiques diferents, com ara èczema, alopècia areata, liquen esclerós, psoriasi, artritis, al·lèrgies, colitis ulcerosa, lupus, oftàlmia simpàtica, arteritis temporal, uveïtis, inflamació ocular induïda per contacte queloidal, uveïtis dermatitis, úlceres aftoses (generalment com acetònid de triamcinolona), oclusió de la vena central de la retina, visualització durant la vitrectomia i prevenció d'atacs d'asma.
El derivat de l'acetònid de triamcinolona és l'ingredient actiu de diversos preparats tòpics per a la pell (crema, loció, ungüent, aerosol) dissenyats per tractar afeccions de la pell com ara erupcions, inflamacions, enrogiment o picor intensa per èczema i dermatitis.

## Contraindicacions
Les contraindicacions de la triamcinolona sistèmica són similars a les d'altres corticoides. Inclouen micosis sistèmiques (infeccions per fongs) i malalties parasitàries, així com vuit setmanes abans i dues setmanes després de l'aplicació de vacunes vives. Per al tractament a llarg termini, el fàrmac també està contraindicat en persones amb úlceres pèptiques, osteoporosi severa, miopatia severa, certes infeccions víriques, glaucoma i tumors metàstasi.
No hi ha contraindicacions per al seu ús en medicina d'urgències.

## Efectes secundaris
Els efectes secundaris de la triamcinolona són similars als altres corticoides. En tractaments a curt termini de fins a deu dies, té molt pocs efectes adversos; no obstant això, de vegades es veu sagnat gastrointestinal, així com infeccions agudes (principalment víriques) i alteració de la tolerància a la glucosa.
Els efectes secundaris del tractament a llarg termini de triamcinolona poden incloure tos (fins a broncospàsies), sinusitis, síndrome metabòlicasímptomes com el sucre en la sang alta i el colesterol, augment de pes a causa d'retenció d'aigua, i desequilibri electrolític, així com cataracta, tord, osteoporosi disminució de la massa muscular, i psicosi. Les injeccions de triamcinolona poden causar hematomes i inflamació de les articulacions. Símptomes d'una reacció alèrgica inclouen erupció, picor, inflor, marejos greus, problemes per respirar, i anafilaxis.

## Interaccions
Les interaccions amb fàrmacs són principalment farmacodinàmiques, és a dir, resulten d'altres fàrmacs que s'afegeixen als efectes secundaris corticoides de la triamcinolona o que funcionen contra els seus efectes desitjats. Inclouen:
- L'atropina i altres anticolinèrgics poden augmentar substancialment la pressió als ulls .
- Els fàrmacs antidiabètics poden ser menys efectius perquè la triamcinolona causa símptomes semblants a la diabetis.
- L'aspirina i altres AINE, així com els anticoagulants com la warfarina, augmenten el risc d'hemorràgia gastrointestinal.
- Els diürètics que excreten potassi (com els diürètics de bucle i les tiazides) poden augmentar el risc d'hipopotasèmia i, per tant, conduir a un ritme cardíac anormal.
- Els glucòsids cardíacs poden tenir més efectes adversos a causa de la reducció dels nivells de potassi a la sang.
- El risc de canvis en el recompte sanguini augmenta quan es combina triamcinolona amb inhibidors de l'ACE.
- La triamcinolona i altres fàrmacs també poden influir mútuament en les concentracions de l'altre al cos, cosa que suposa interaccions farmacocinètiques com:[12][13]
- La rifampicina, la fenitoïna, la carbamazepina i altres inductors de l'enzim hepàtic CYP3A4[16] acceleren la metabolització de la triamcinolona i, per tant, poden reduir-ne l'eficàcia.
- Per contra, els inhibidors del CYP3A4 com el ketoconazole i l'itraconazole poden augmentar les seves concentracions al cos i el risc d'efectes adversos.
- Les concentracions sanguínies de ciclosporina poden augmentar.

## Farmacologia

### Mecanisme d'acció
La triamcinolona és un glucocorticoide que és aproximadament cinc vegades més potent que el cortisol, però té molt pocs efectes mineralocorticoides.

### Farmacocinètica
Quan es pren per via oral, la biodisponibilitat del fàrmac és superior al 90%. Aconsegueix les concentracions més altes al plasma sanguini després d'una o dues hores i s'uneix a les proteïnes plasmàtiques al voltant del 80%. La semivida biològica del plasma és de 200 a 300 minuts; a causa dels complexos estables de triamcinolona i el seu receptor en el líquid intracel·lular, la semivida total és significativament més llarga a unes 36 hores.
Una petita fracció de la substància es metabolitza a 6-hidroxi- i 20-dihidro-triamcinolona; la majoria probablement pateix glucuronidació, i una part més petita sulfatació. Tres quartes parts s'excreten per l'orina i la resta per les femtes.
A causa del mecanisme d'acció dels corticoides, els efectes es retarden en comparació amb les concentracions plasmàtiques. Segons la via d'administració i l'estat tractat, l'inici d'acció pot ser des de dues hores fins a un o dos dies després de l'aplicació; i el fàrmac pot actuar molt més temps del que suggeriria la seva semivida d'eliminació.

## Química
La substància és una pols cristal·lina, sensible a la llum, de color blanc a blanquinós, o té la forma de cristalls incolors i mat. No té olor o és gairebé inodor. La informació sobre el punt de fusió varia, en part a causa del polimorfisme de la substància: 260 a 263 °C (500 a 505 °F), 264 a 268 °C (507 a 514 °F) o 269 a 271 °C (516 a 520 °F) es pot trobar a la literatura.
La solubilitat és 1:500 en aigua i 1:240 en etanol ; és lleugerament soluble en metanol, molt poc soluble en cloroform i dietilèter, i pràcticament insoluble en diclorometà. La rotació específica és {\displaystyle [\alpha ]_{D}^{20}} +65° a +72° cm³/dm·g (1% en dimetilformamida).

## Societat i cultura
El 2010, TEVA i Perrigo van llançar la primera triamcinolona genèrica inhalable.
Segons Chang et al. (2014), "L'acetònid de triamcinolona (TA) està classificat com a glucocorticoide S9 a la llista de prohibicions de 2014 publicada per l'Agència Mundial Antidopatge, que va provocar que estigués prohibit en competicions esportives internacionals quan s'administrava per via oral, intravenosa, intramuscular o rectal".